# Lubuk Terantang
Lubuk Terantang is een bestuurslaag in het regentschap Kuantan Singingi van de provincie Riau, Indonesië. Lubuk Terantang telt 815 inwoners (volkstelling 2010).